# 海田和裕
海田 和裕（かいだ かずひろ、1971年1月12日 - ）は、元競輪選手。現役時代は日本競輪選手会三重支部所属、ホームバンクは松阪競輪場。日本競輪学校（当時。以下、競輪学校）第65期生。師匠は萩原操（51期）。
選手としての最終データは、身長177cm、体重83kg。血液型B型。

## 来歴
三重県松阪市出身。
小・中学校とサッカーを経験し、三重高等学校に入学してからも続けていたが、その傍ら自転車競技にも取り組むようになり、高校3年生の時に国民体育大会のスプリントで4位入賞の実績を持つ。
1989年、競輪学校に第65期生として入学。同期には吉岡稔真、後閑信一といった後のGI優勝経験者に加え、案浦攻など大学自転車競技界の第一人者、S級でも活躍した山本真矢らもいた（当時、65期生は「エリート揃い」とも呼ばれた）中で、在校競走成績第10位（55勝）となる。
1990年4月7日、小倉競輪場でデビューし1着。同年8月11日に行われた第1回ルーキーチャンピオンレース（西武園競輪場）で優勝、初代王者の座に就く。

### 吉岡との競争
海田はその後も着実に力をつけていくが、同期の吉岡稔真のセンセーショナルな活躍ぶりに大いに触発される。吉岡を破るためには力でねじ伏せるしかないと決め、徹底先行を志すようになる。
もっとも当時、三重はもとより、中部の同地区の選手たちの実力は今ひとつで、まとまりも決して良くなかった。そんな中、京都の松本整が海田の走りに目をつけ、海田と同乗する機会があれば必ずといっていいほどマークについたため、中部 - 近畿で「中近ライン」という言葉が生まれたほどだった。時折松本は先行選手が嫌がるとされる「番手捲り」を海田に対しても行っていたが、逆にそのことで海田は一層先行力に磨きをかけていくことになる。
1992年、名古屋競輪場でオールスター競輪が開催され、海田はこの大会で初めてGI決勝に進出。また松本も決勝に駒を進めていた。一方、同期の最大のライバル、吉岡も決勝へと駒を進めていた。吉岡に先手を奪われては自分にとっても満足な競走ができないと考えた海田はホームから松本を連れ先行体勢を取る。すると吉岡は受けに回りすぎたのか、2角から捲りに出るも車が伸びていかない。吉岡がもはや行ききれないとみたマークの井上茂徳が2センターからイン捲りを敢行。すると強烈な伸びを見せ、同じく2センターで海田を見切った松本や平田崇昭らの2着争いを尻目に圧勝した形となった。
ところが井上は内線突破（内圏線内側を走行）していたのではないかと赤旗（審議の赤ランプ）が上がり、審議の結果井上は失格。写真判定の結果2着に食い込んだ形となっていた松本が繰り上がって優勝となり、33歳にして初のGIタイトルを獲得した。そして優勝インタビューで松本は、「海田君のおかげです!」と海田の先行力を讃えた。と同時に、結果としては7着に終わった海田だったが、吉岡に続く期待の新人として、いずれタイトルを取る日も近いと思われるようになった。そしてその機会が早くも訪れることになる。

### 22歳でダービー王
翌1993年の日本選手権競輪は立川競輪場で開催された。この大会では吉岡が決勝へと駒を進められなかった一方で、同期としては後閑が決勝へと駒を進めたが、決勝戦の人気の中心は断然海田。徹底先行選手が海田以外に見当たらず、海田が十分逃げ切れるというメンバー構成となったからである。
海田は正攻法から先行体勢を取る。すると海田の後位を巡って大分の大竹慎吾と、この大会のゴールデンレーサー賞を制していた埼玉の伊藤公人が激しく競り合い（審議の結果、双方失格となる）、結果的に大竹が海田の番手を取りきるものの、逃げる海田に追走するのが精一杯の状態となり、海田が堂々と押し切り、22歳にしてダービー王の座に就いた。
ちなみに当時、三重県の登録選手としては半田弘之以来のGI優勝者となったわけだが、半田が優勝した大会は全国都道府県選抜競輪（通算2回）であり、日本選手権のタイトルを制覇した同県の選手はむろん海田が初めて。またそれ以後、海田以外の三重の選手が日本選手権を優勝したケースはない。後述する通り、海田は全日本選抜競輪も制覇することになるが、海田の他に三重の選手が他のGI大会を制するのには2011年の寛仁親王牌競輪（浅井康太）まで待たなければならなかった。

### 2度目のタイトル
1996年、宇都宮競輪場で全日本選抜競輪が行われた。決勝戦は当地をホームとする神山雄一郎が人気の中心だったが、吉岡、後閑の同期に加え、濱口高彰、児玉広志らも進出していた。そんなメンバー構成の中、海田は68期の新人である、愛知の馬渕紀明にマークする機会を得た。その馬渕が、神山、吉岡の「二大横綱」を尻目に果敢に先行。番手の海田は絶好の展開となり、直線で馬渕を交わして先頭に立った。すると神山が2センターから捲り追い込みをかけ、最後はものすごい勢いで海田に迫り、ゴール線上ではきわどい勝負となった。ゴール後に神山がガッツポーズするほどの勢いであったが、微差で海田が神山を抑えていた。今度はマークからGIを制覇した。

### 引退
その後海田にGI優勝の機会はなく、それどころかGIでは決勝戦にさえ駒を進める事はなくなった。翌年の日本選手権を濱口が制して以後、山田裕仁ら岐阜勢の台頭が著しくなったばかりか、後に石川の小嶋敬二の活躍もあり、確固たる「中部王国」を築き上げることになったにもかかわらず、同じ中部勢の海田はその後下降線を辿るようになってしまった。一時は追い込み選手を志したことがあったものの、自らの性分には合わなかったのか、選手生活の晩年まで自力の競走を心がけていた。
もっとも、FI（S級シリーズ）クラスとなれば、海田の捲りはその最後まで目を見張るものがあり、成績も安定していた。しかし、その陰では持病の腰痛には悩まされ続けた。ついに、2008年2月に行われた名古屋競輪場でのFIを最後に、GIも含めそれ以降のレースは全て欠場してしまう。原因究明のため検査入院したが、その結果、腰痛の原因が腎臓疾患によるものであることが判明。海田本人も「これ以上はファンの期待に沿えるレースができない」と判断し、同年4月12日に引退を発表。バンクを去ることとなった。
2008年4月15日、選手登録消除。現役時代の通算成績は1506戦348勝、優勝回数44回。

## 主な獲得タイトル
- 1993年 - 日本選手権競輪（立川競輪場）
- 1996年 - 全日本選抜競輪（宇都宮競輪場）